# Xã Jefferson, Quận Mercer, Pennsylvania
Xã Jefferson (tiếng Anh: Jefferson Township) là một xã thuộc quận Mercer, tiểu bang Pennsylvania, Hoa Kỳ. Năm 2010, dân số của xã này là 1.880 người.